# フツーリシュチナ
フツーリシュチナ（ウクライナ語：Гуцульщина、ポーランド語：Huculszczyzna、ルーマニア語：Huțulșcina）は、ウクライナ西部のカルパティア山脈に位置する歴史的・民族的地域で、フツルが主に居住する。イヴァーノ＝フランキーウシク州のコシウが行政・商業の中心である。

## 概要
フツーリシュチナはカルパティア山脈の南西部に位置し、ガリツィア、ブコビナ、ザカルパッチャの一部をなす。面積は約6,500 km²。チェレモシュ川とセレト川が合流してプルート川を形成し、スチャヴァ川、ナドヴィルニャンシカ・ブィストルィツャ川、ティサ川などが流れる。南部はゴルガヌィ山脈とチョルノホーラ山系、北部はチウチンシキ山脈で境される。民族学上の北部境界はゼレーナ＝デリャトィン＝ヤーブルニウ＝ピストィニ＝コシウ＝クートィ＝ヴィジュヌィツャを結ぶ線とされ、場合によってはコロムィーヤ、ナドヴィルナ、ソロトヴィヌィ、モナストィルチャンも含まれる。西部はデリャトィンのプルート川渓谷、東部はヴィジュヌィツャ＝ベレホメト＝ムィホヴェ＝バヌィリウ＝ピドヒルヌィイで境される。ルーマニアのマラムレシュにもフツルの文化的特徴が見られ、西ではボイコの居住地と接し、かつて「黒い森の原生林」が両者を分けていた。
長年にわたる分割統治にもかかわらず、フツーリシュチナでは独自の伝統、山岳条件、生活様式、牧畜の法、畜産業、物質・精神面の文化、フツル方言が育まれた。深山の環境はフツル間の交易を促進した。現在、ルーマニア領ブコヴィナの8戸を除き、フツーリシュチナ全域がウクライナ領である。

## 歴史

### 中世
キエフ・ルーシ時代、フツーリシュチナは同国の支配下にあった。12世紀以降、ハールィチ・ヴォルィーニ大公国に属し、14世紀にカジミェシュ3世 (ポーランド王)によりポーランド王国に併合された。1424年のポーランド歴史書にジャブイェの記録が初登場。農奴制はなく、労働は現金または現物で報酬が支払われた。

### 近代
17世紀中葉から18世紀、フツーリシュチナはオプルィーシュクィの影響下にあり、オレークサ・ドーウブシュの指導でオスマン帝国領モルダヴィア、ポーランド、ハンガリーから実質的に独立していた。ポーランド分割後、1772年にハプスブルク君主国に編入。1840年代、ルキヤーン・コブィルィーツャが率いるブコビナでの蜂起が発生し、1848年に彼はオーストリア帝国議会議員だったが、1849年に鎮圧された。1911年、フナート・ホトケーヴィチがオレークサ・レーメズ、レシ・クルバスの指揮で貴族主催の領民によるフツル民衆演劇を上演。同年、ムィハーイロ・コツュブィーンシクィイの小説『忘れられた祖先の影』が発表され、1964年にセルゲイ・パラジャーノフにより映画化（『火の馬』）。

### 独立運動
20世紀初頭、ウクライナ急進党（1890年、ムィハーイロ・ドラホマーノウ、イヴァーン・フランコーによりリヴィウで結成）がウクライナ民族ラーダを通じて西ウクライナ人民共和国の中枢機関となった。第一次世界大戦中の1914～1915年、ウクライナ・シーチ銃兵隊がオーストリア＝ハンガリー帝国陸軍の精鋭部隊としてロシア帝国陸軍と戦い、西ウクライナは一時占領されたが1915年に奪還。ウクライナ・ハルィチナー軍はフツーリシュチナで活動し、後に赤ウクライナ・ハルィチナー軍として赤軍と共闘。1918年、ヤーシニャでフツル共和国が宣言されたが、1920年にボリシェヴィキとポーランドに敗れた。サン＝ジェルマン条約により、1920～1939年はルーマニア、ポーランド、チェコスロバキアに分割。
1939年のポーランド侵攻 (1939年)後、ポーランド領フツーリシュチナはソ連領となり、1940年にブコビナ、1945年にザカルパッチャに編入。戦時中、一部はハンガリーやルーマニアに併合された。第二次世界大戦後、ウクライナ・ソビエト社会主義共和国に統一され、1950年代までウクライナ蜂起軍の反ソ闘争が続いた。ソビエト連邦軍の掃討作戦により多くの村が犠牲となった。1991年のウクライナ独立後、フツーリシュチナはウクライナ領となった。

## 文化
フツーリシュチナは、フツルの伝統、牧畜、フツル方言、フツル衣装、フツル陶器、卵装飾で知られる。フツル馬やフツル十字架（一部はスヴァスティカ様式）は地域の象徴。18～19世紀のフツルイコンは白い顔の聖像で、ラドムィシル城博物館のウクライナ家庭イコン博物館に収蔵。
ポーランドでは、19世紀初頭からヴィンツェント・ポル、ユ purchaser: ユゼフ・コジェニョフスキ（『カルパチアの山人』）、テオドル・アクセントヴィチ（『フツルの葬送』1882年、『ヨルダンの祭日』1893年、『コロムィイカ』1895年）らがフツーリシュチナを題材に創作。スタニスワフ・ヴィンツェンツの『高地牧草地にて』（1936～1979年）、カジミェシュ・シチュルスキ、ヴワディスワフ・ヤロツキ、フリデリク・パウチュの絵画も著名。クラクフ民族博物館はヘレナ・ドンブチャンスカの寄贈を含む2,000点以上のフツル美術を所蔵。2006年から国際フツルフェスティバル「スラヴのアトランティス」がクラクフで開催されている。

## フツーリシュチナの主な高峰
フツーリシュチナのカルパティア山脈に位置するチョルノホーラ山系は、ウクライナ最高峰のホヴェールラ山を含む2,000 m以上の峰で知られる。以下は、チョルノホーラ山系の主な高峰である：
| 名称（日本語）           | 名称（ウクライナ語） | 標高    | 山系               | 地域                                             |
| ------------------------ | -------------------- | ------- | ------------------ | ------------------------------------------------ |
| ホヴェールラ山           | Говерла              | 2,061 m | チョルノホーラ山系 | イヴァーノ＝フランキーウシク州、ザカルパッチャ州 |
| ブレベネスクル           | Бребенескул          | 2,036 m | チョルノホーラ山系 | ザカルパッチャ州                                 |
| ピープ＝イヴァーン       | Піп-Іван             | 2,026 m | チョルノホーラ山系 | イヴァーノ＝フランキーウシク州、ザカルパッチャ州 |
| ペトロス峰               | Петрос               | 2,020 m | チョルノホーラ山系 | ザカルパッチャ州                                 |
| フトィン＝トムナトィク峰 | Гутин-Томнатик       | 2,018 m | チョルノホーラ山系 | チェルニウツィー州                               |
| レブラ峰                 | Ребра                | 2,007 m | チョルノホーラ山系 | イヴァーノ＝フランキーウシク州                   |
| ムンチェル峰             | Мунчел               | 2,002 m | チョルノホーラ山系 | イヴァーノ＝フランキーウシク州                   |

## 主な河川
：
- ティサ川（Тиса） - 966 km
- プルート川（Прут） - 910 km
- セレト川（Сірет / Серет） - 726 km
- スチャヴァ川（英語版）（Сучава） - 160 km
- ナドヴィルニャンシカ・ブィストルィツャ川（英語版）（Бистриця Надвірнянська） - 94 km
- チェレモシュ川（英語版）（Черемош） - 80 km
- ピストィンカ川（英語版）（Пістинка） - 56 km
- ルィーブヌィツャ川（英語版）（Рибниця） - 54 km
- 白チェレモシュ川（英語版）（Білий Черемош） - 51 km
- 黒トィーサ川（英語版）（Чорна Тиса） - 50 km
- リューチュカ川（英語版）（Лючка） - 42 km
- 白トィーサ川（英語版）（Біла Тиса） - 26 km

## ギャラリー

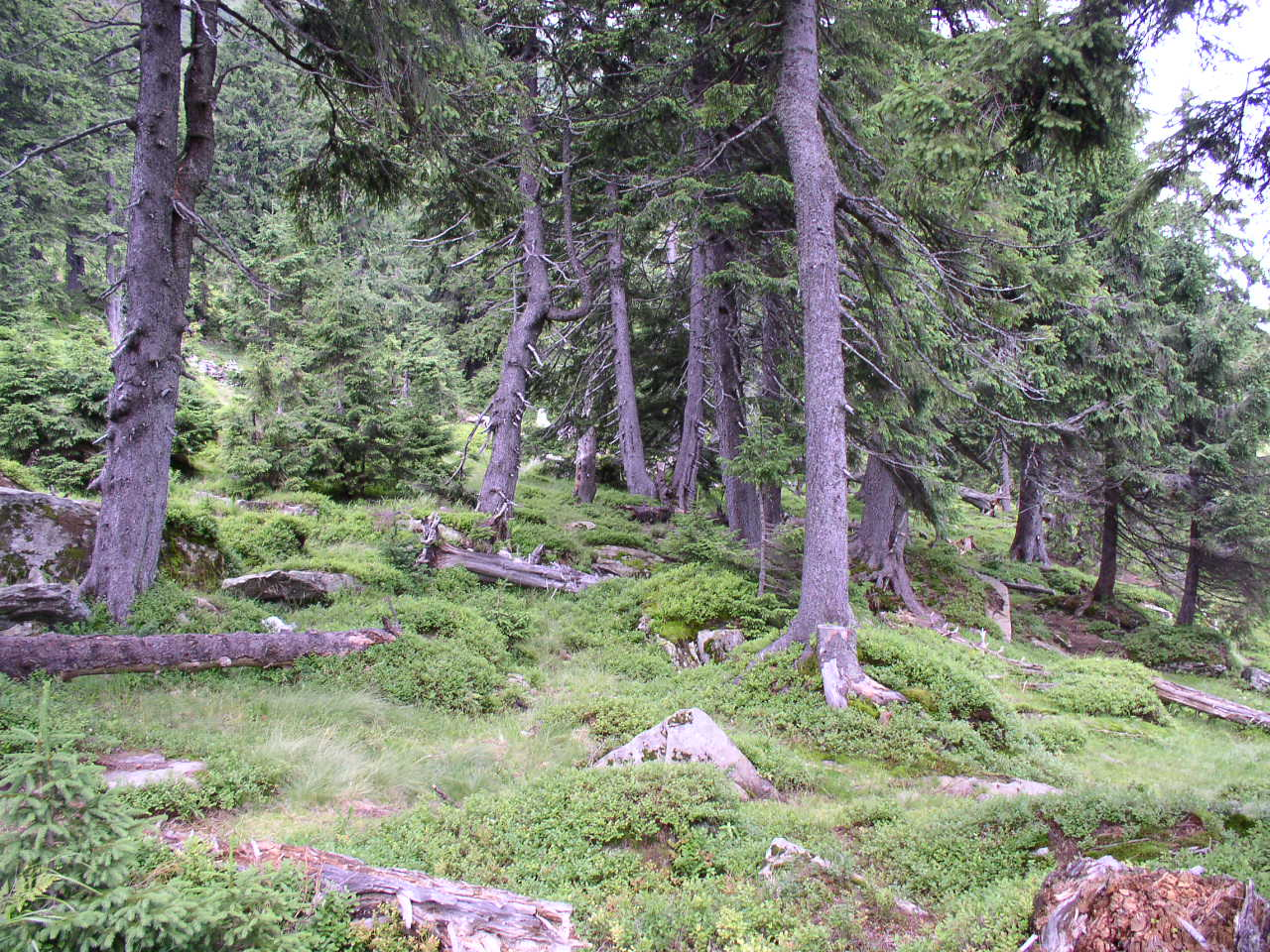
チョルノホーラ山系の森林帯
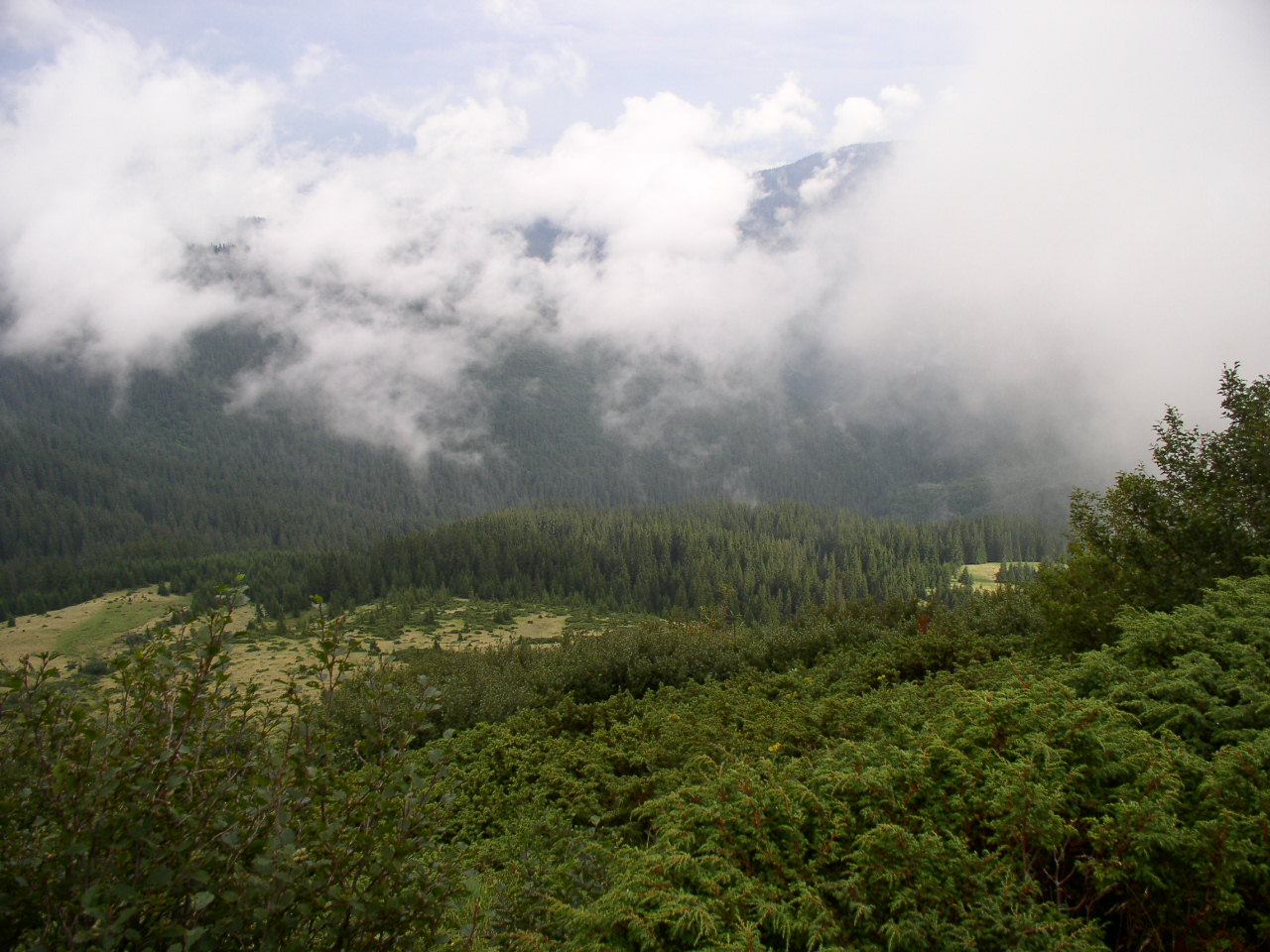
チョルノホーラ山系からの眺望
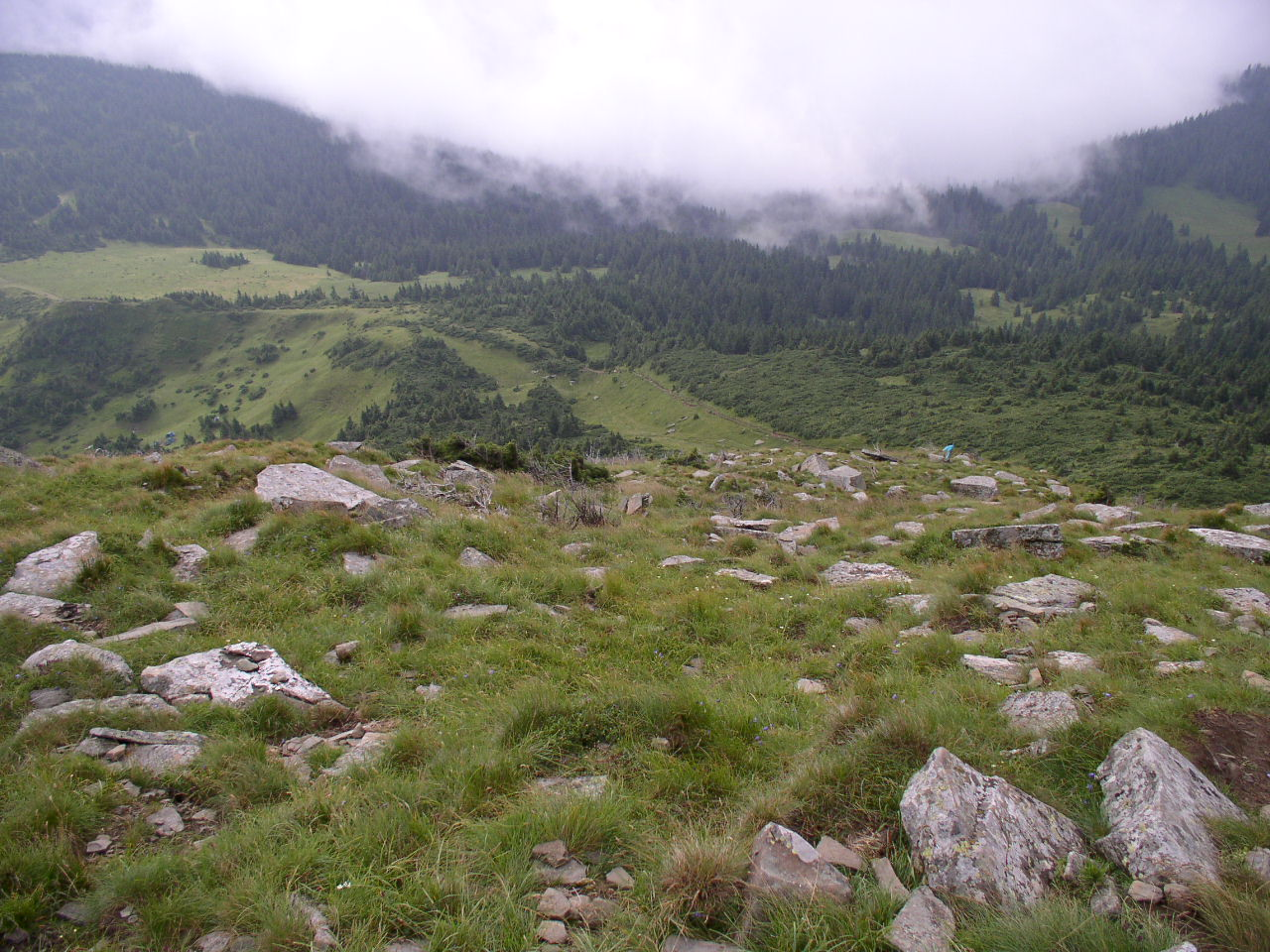
ペトロス峰
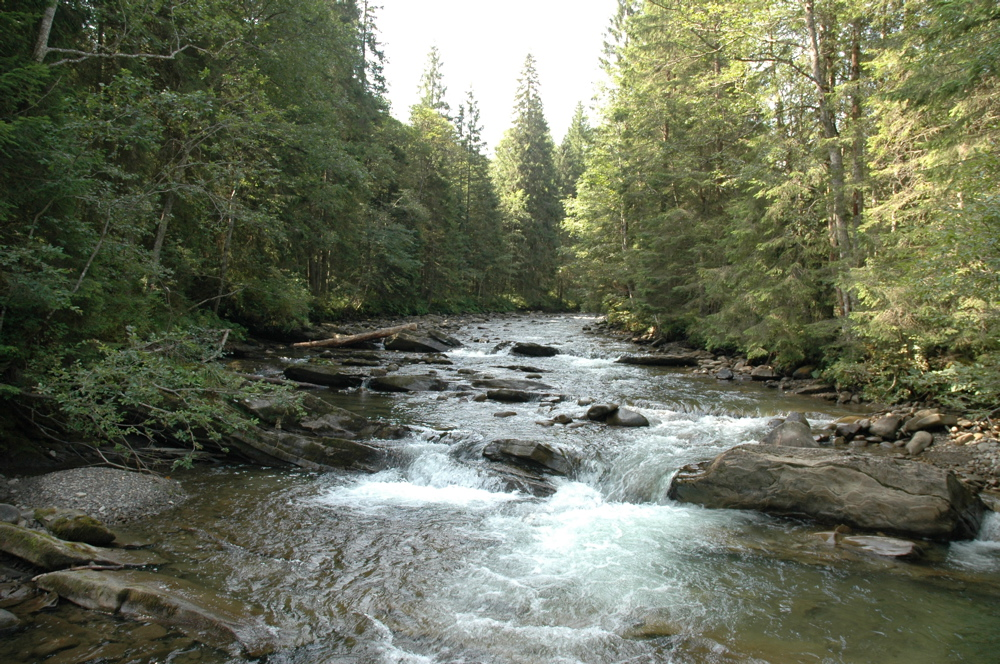
ホヴェールラ山近くのプルート川
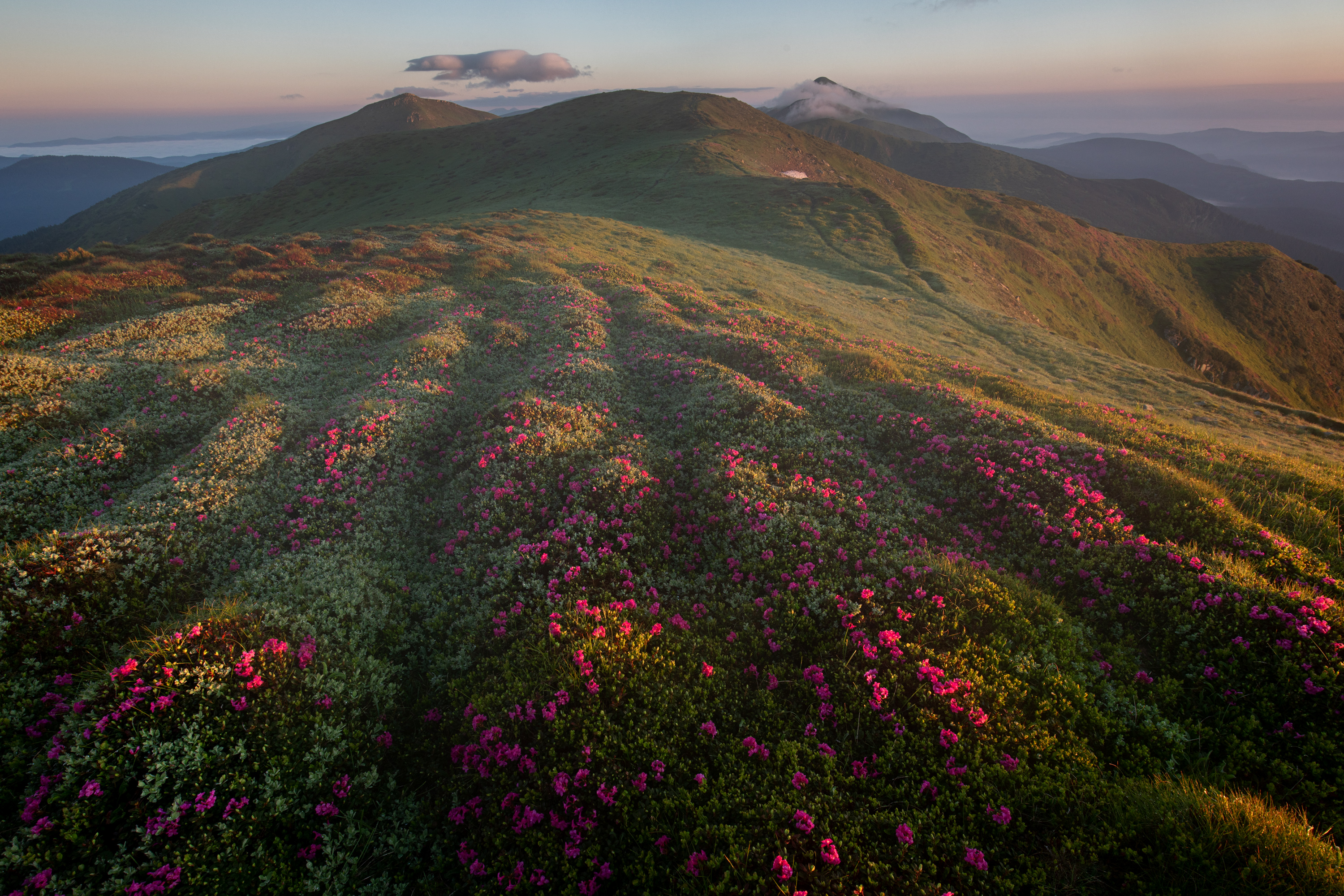
チョルノホーラ山系のカルパティロドデンドロン（英語版）の開花
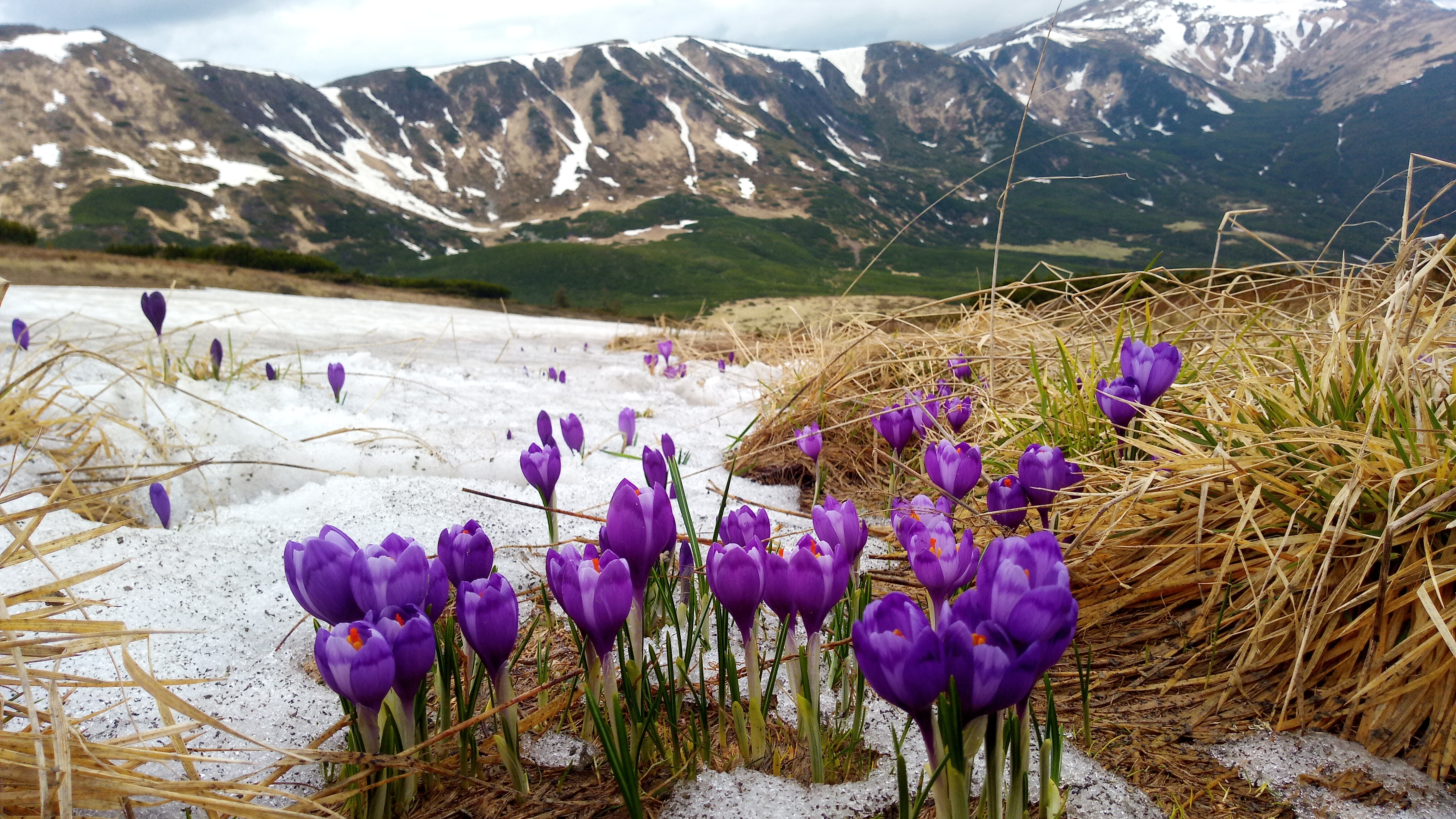
ピープ・イヴァーン・チョルノホーラ（英語版）のサフラン
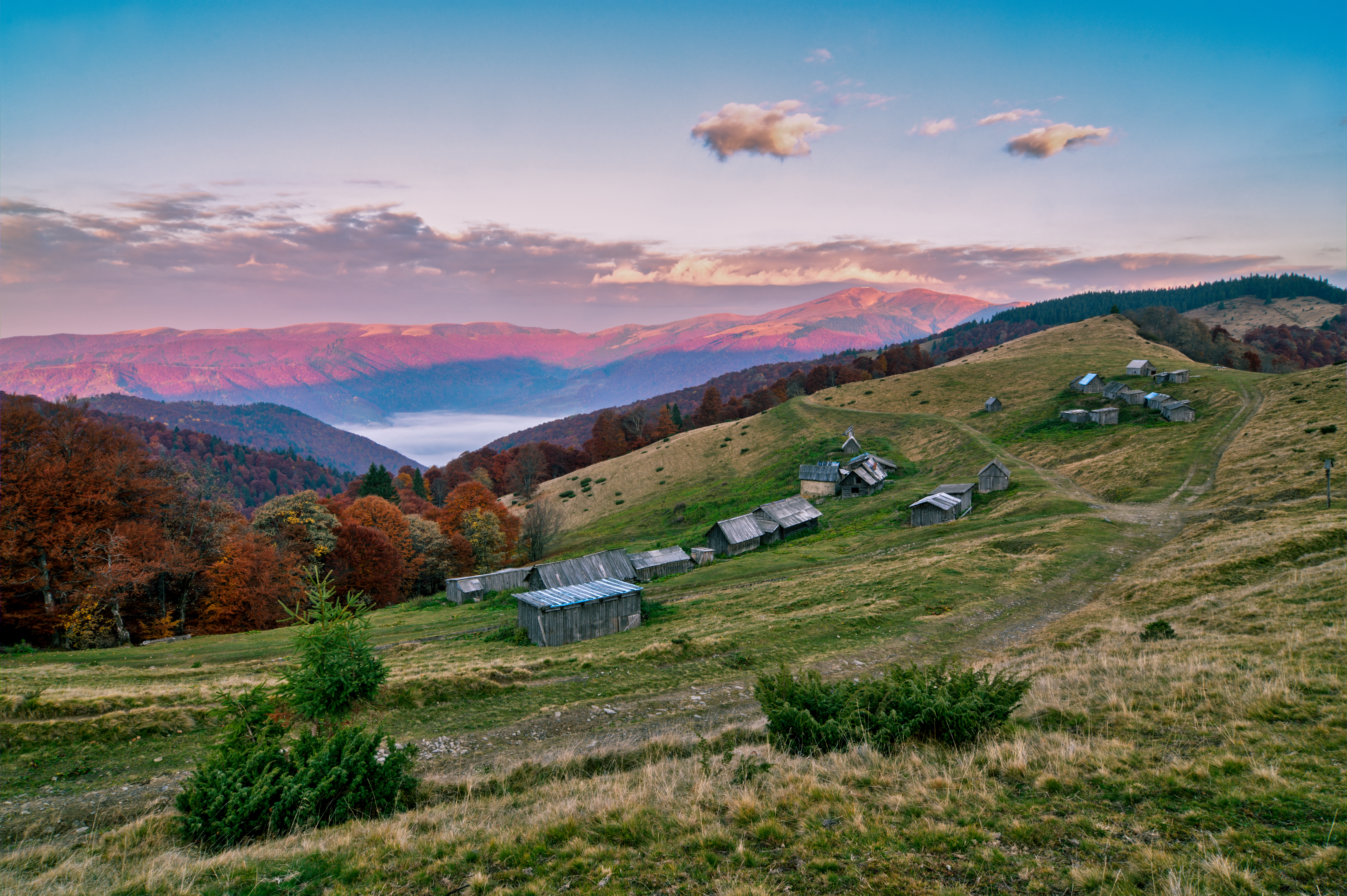
チョルノホーラ山系のメンチュル（英語版）ポロヌィナ
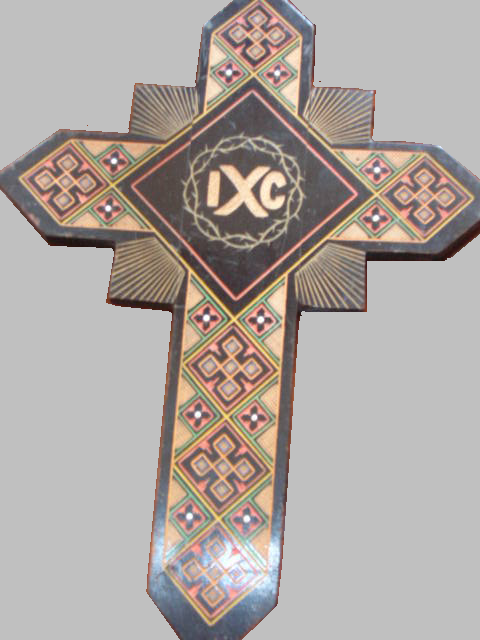
チョルノホーラ山系地域のフツル伝統の十字架